# Karl den tjocke
Karl den tjocke (franska: Charles le gros), Karl II (som kung av västfrankiska riket), Karl III (som kung av östfrankiska riket), född cirka 839 i Neidingen, död 13 januari 888, var en frankisk karolingisk kung. Han var son till Ludvig den tyske och Emma av Altdorf.
Karl fick herraväldet över Schwaben 876, blev kung av Italien 879 (efter brodern Karlomans abdikation); och krönt till tysk-romersk kejsare 12 februari 881. Då han ärvde Sachsen 882 enades hela det östfrankiska riket under hans krona. Han tillkallades därefter för att verka som beskyddare till Karl den enfaldige men utnyttjade situationen till att göra sig själv till kung av västfrankiska riket 884 och han blev i och med det under kort tid den siste kungen över hela det karolingiska imperiet förutom Burgund. 

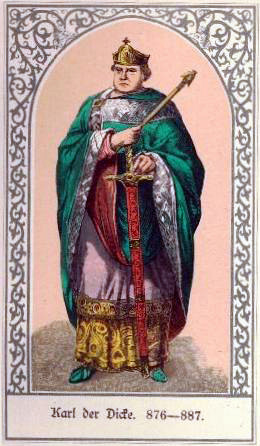
Karl den tjocke.